# Броніславка (Замойський повіт)
Броніславка (пол. Bronisławka) — село в Польщі, у гміні Грабовець Замойського повіту Люблінського воєводства. Населення — 93 особи (2011).

## Історія
2 вересня 1943 року польські шовіністи вбили в селі 4 українців.
У 1975—1998 роках село належало до Замойського воєводства.

## Демографія
Демографічна структура станом на 31 березня 2011 року:
|          | Загалом | Допрацездатний вік | Працездатний вік | Постпрацездатний вік |
| -------- | ------- | ------------------ | ---------------- | -------------------- |
| Чоловіки | 48      | 8                  | 32               | 8                    |
| Жінки    | 45      | 7                  | 26               | 12                   |
| Разом    | 93      | 15                 | 58               | 20                   |